# Järrestads hällristningar

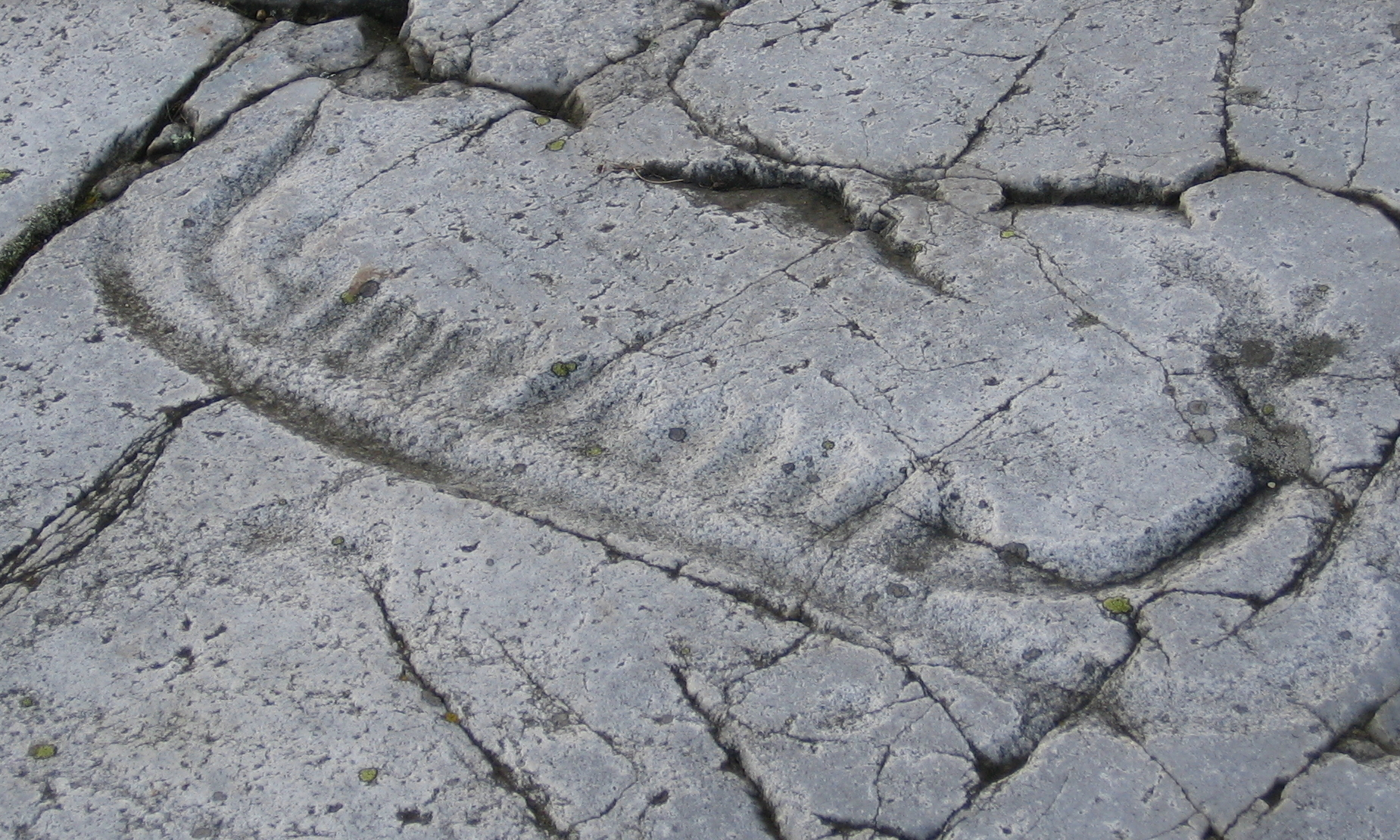
Hällristning av skepp.

Järrestads hällristningar i Järrestads socken i Simrishamns kommun är Skånes bäst bevarade hällristningar. De finns på en kalkhäll i ett hagområde omkring en kilometer norr om Järrestad vid vägen mot Gladsax. Hällen anses vara en av Nordens största hällristningslokal med över 1200 bilder på en 500 m² stor kvartsithäll. Ristningarna ligger inom en yta på 22 gånger 23 meter och utgörs av sex ryttare till häst, tre hjulkors, fyra spiraler, 25 skepp, fyra djurfigurer däribland ormar, omkring 700 skålgropar och några vapenbilder, bland annat en dolkyxa. Mest känd är en stor människofigur som benämns Dansaren och därför kallas även bildristningslokalen för Dansarens häll. Den människoliknande figuren har fått sitt namn för att den ser ut att dansa, men man är inte klar över betydelsen. Dansaren har vid upprepade tillfällen blivit utsatt för mänsklig åverkan under senare tid och kan ha fått bestående skador.
Därtill finns omkring 210 fotsulor avbildade, varav 130 med helt uthuggna tår. De är alla inhuggna så att spåren av den "osynliga gudomen", som de tolkats, går nedför hällen och mot söder. Men tolkningarna är många och varierade.  
Nära hällen finns tre låga gravhögar från yngre bronsåldern. Den största är tolv meter i diameter och knappt en meter hög.

## Bilder

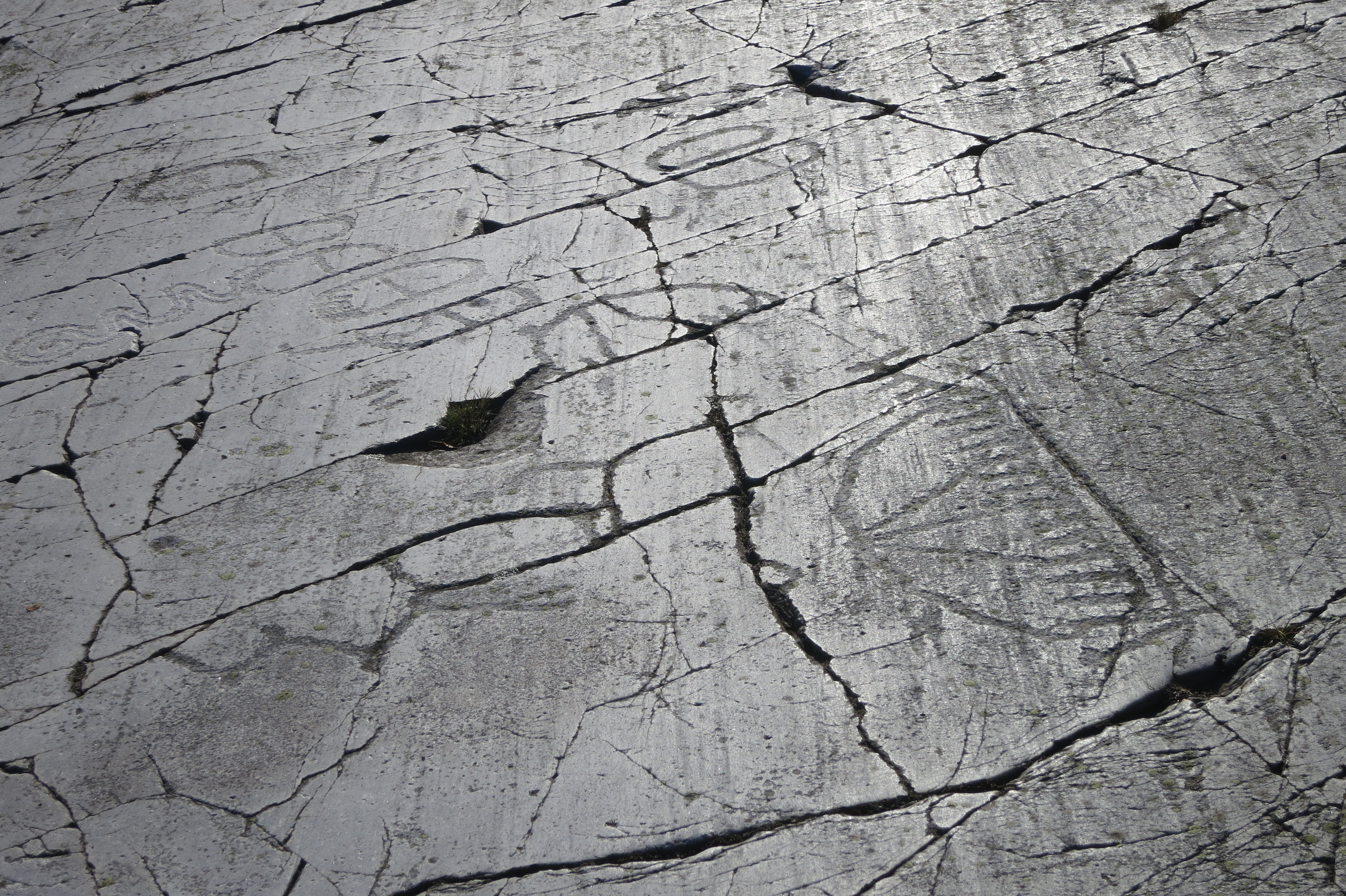
Skepp mm
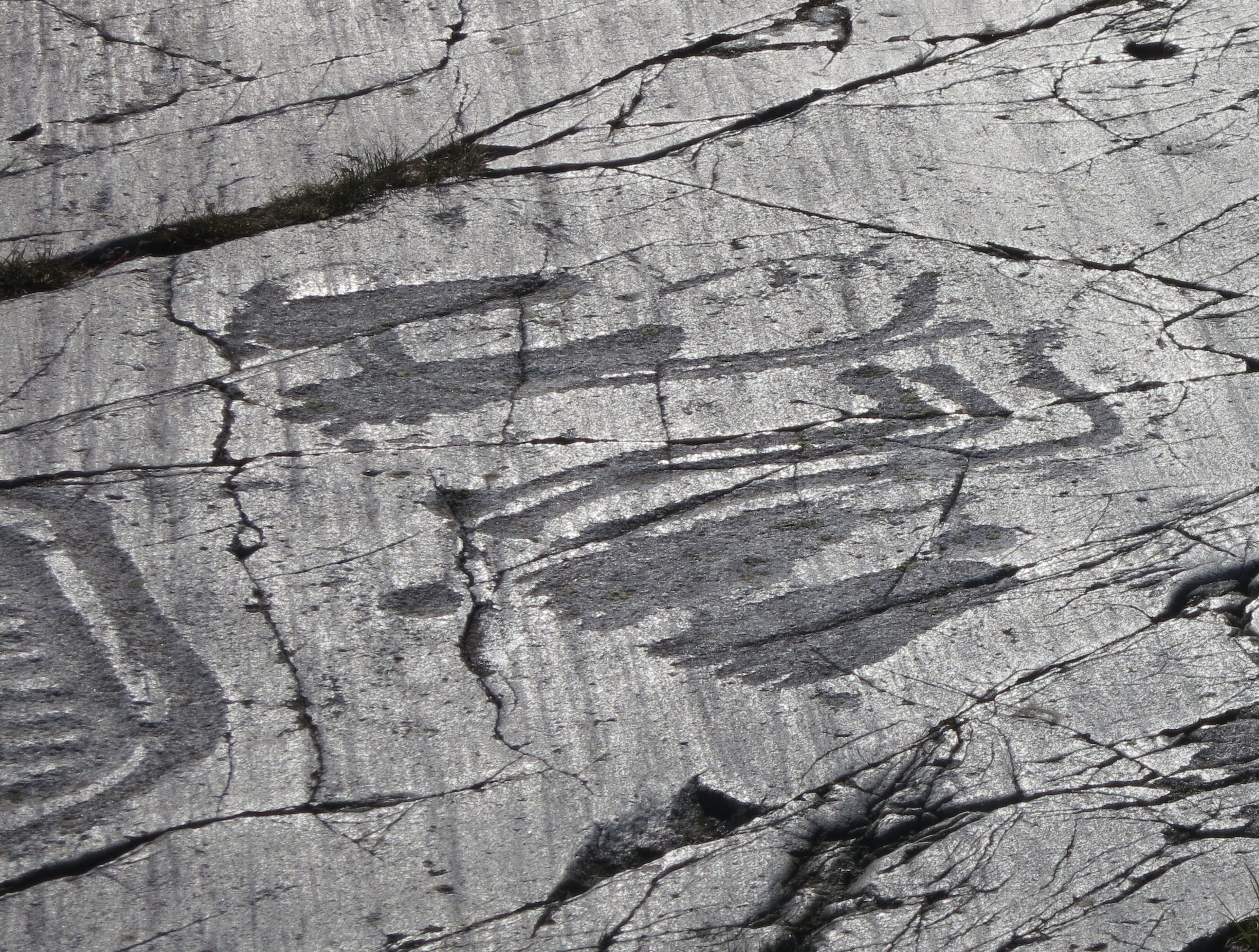
Människor
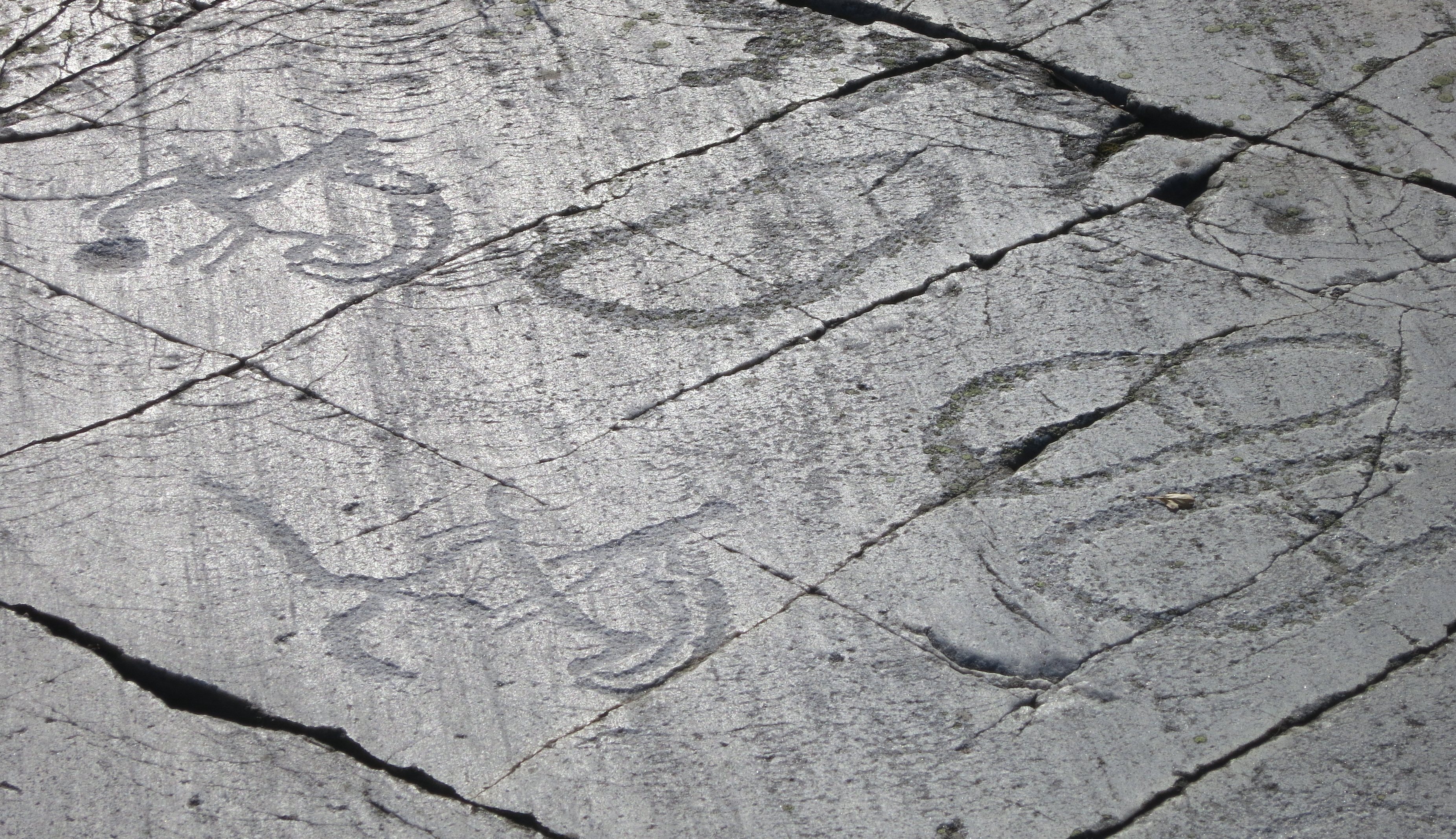
Fotavbildningar
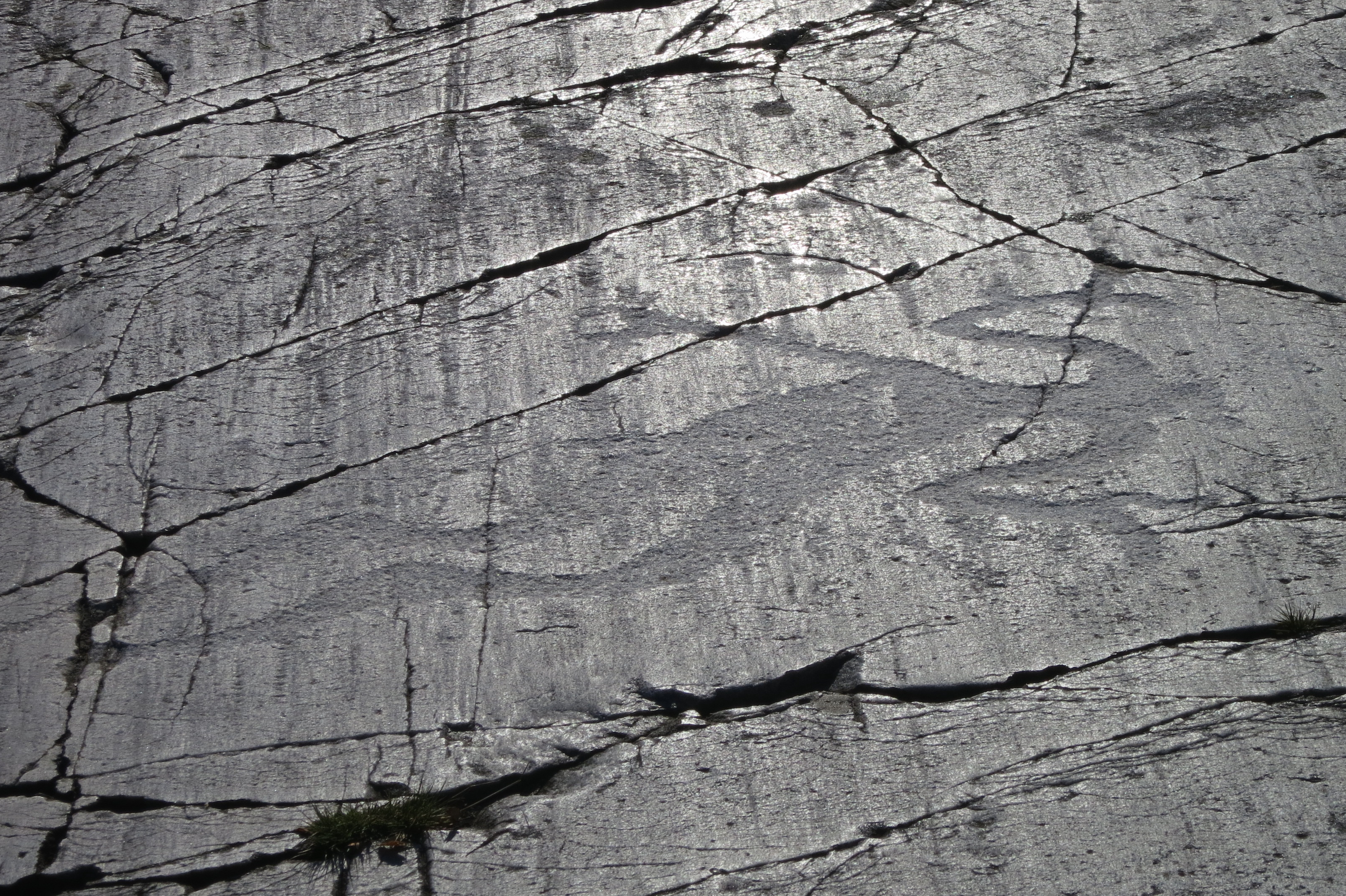
Dansaren